# 1906 في النمسا
فيما يلي قوائم الأحداث التي وقعت خلال عام 1906 في النمسا.

## كتب
من الكتب التي صدرت هذه السنة في النمسا:
- 1 يناير – جوزفين موتزنباخر من تأليف Felix Salten [الإنجليزية]‏.

## مواليد

### فبراير
- 18 فبراير – هانز آسبرجر طبيب أطفال نمساوي وأستاذ طب.

### مارس
- 18 مارس – كارل زيزتا لاعب كرة قدم نمساوي.

### أبريل
- 29 أبريل - غوستافا آينر إحاثية نمساوية.

### مايو
- 28 مايو – فولف ألباخ ريتي.

### يونيو
- 9 يونيو – فريتز سوتر

### أغسطس
- 5 أغسطس – فرانتيشيك سفوبودا لاعب كرة قدم تشيكي.
- 16 أغسطس – فرانز جوزيف الثاني أمير ليختنشتاين

### أكتوبر
- 16 أكتوبر – كارل هاينز ريشنجر عالم نبات نمساوي.

### ديسمبر
- 9 ديسمبر – هانز موك لاعب كرة قدم ألماني.

## وفيات

### أكتوبر
- 5 أكتوبر – لودفيغ بولتزمان (مواليد 1844) فيزيائي نمساوي.

### نوفمبر
- 1 نوفمبر – أوتو فرانز أرشيدوق النمسا (مواليد 1865)